# Гончарова Олександра Василівна
Олександра Василівна Гончарова (1 квітня 1888 — 1969) — російська акторка, одна з перших акторок раннього російського кіно. Донька одного з піонерів російського кінематографа, режисера Василя Гончарова.
З 1907 року грала в театральній трупі Введенського народного дому. 1908 року була разом з трупою запрошена Ханжонковим брати участь у зйомках фільмів «Пісня про купця Калашникова» та «Російське весілля XVI століття». Усього в період з 1908 по 1914 роки знялася у двох десятках фільмів, серед яких «Ванька-ключник» (1909), «Русалка» (1910), «Винова краля» (1910), «Оборона Севастополя» (1911).

## Фільмографія
- 1909 — Пісня про купця Калашникова — дружина купця
- 1909 — Російське весілля XVI століття — бояришня
- 1909 — Боярин Орша — дочка боярина
- 1909 — Ванька-ключник — сінна дівчина
- 1909 — Драма в Москві
- 1909 — Мертві душі — дама просто приємна
- 1910 — Вадим — Ольга
- 1910 — Пікова дама — Ліза
- 1910 — Русалка — Наташа
- 1911 — На велелюдному місці — Аннушка
- 1911 — Оборона Севастополя
- 1912 — Селянська доля — Маша
- 1916 — Панночка-селянка — Ліза